# 萨卡特卡斯
萨卡特卡斯（西班牙語發音：[sakaˈtekas]）是墨西哥的一座城市，萨卡特卡斯州首府，2005年人口122,889。1546年该区附近发现银矿，萨卡特卡斯被建立，1584年获得官方承认。萨卡特卡斯也是萨卡特卡斯市政府所在地，该市占地444平方千米，人口共有132,035。薩卡特卡斯是西班牙帝國皇家內陸大道上的重要城市。

## 历史
1546年胡安·德托洛萨（Juan de Tolosa）在萨卡特卡斯一带发现银矿矿脉，这个银矿加上附近其他一些矿藏吸引大量人口前来定居，该区更成为墨西哥其中一个主要的采矿中心。1588年西班牙国王腓力二世授予萨卡特卡斯市徽。方济各会于1616年在当地建立了一所学院。
萨卡特卡斯和玻利维亚波托西采得的银曾被用以制成硬币，由西班牙珍宝船队和马尼拉大帆船运送到世界各地。西班牙帝国曾以这些银币支付战争的支出。
1914年墨西哥革命时期，维多利亚诺·韦尔塔和弗朗西斯科·比利亚的军队为争夺萨卡特卡斯而展开激战。比利亚的胜利标致著韦尔塔时代的终结。
现在，采矿业已不再是萨卡特卡斯重要的经济活动，当地最大的采矿场已被改造为旅游景点。该市也成为墨西哥其中一个流行的旅游点。

## 文化
萨卡特卡斯建于海拔约2,500米的一道深谷，市内有狭窄而弯曲的街道通往山上，西班牙语称这些街道为。该市凭著16和17世纪兼有欧洲和本土特色的建筑被联合国教育科学文化组织列为世界文化遗产。